# Léa Wolman
Léa Wolman (Léa Inge Dora Wolman, sinh ngày 2 tháng 12 năm 1951) là vợ của cố Alexandre của Bỉ.

## Thiếu thời
Công nương Léa sinh ngày 2 tháng 12 năm 1951 tại tỉnh Etterbeek thuộc thủ đô Bruxelles của Vương quốc Bỉ. Bà là con gái của Sigismund Wolman và Lisa Bornstein.

## Hôn nhân
Năm 1975, bà kết hôn với Serge Victorovich Spetschinsky nhưng đến năm 1980 thì ly hôn. Năm 1982, bà kết hôn lần thứ hai với Robert Bichara.
Sau khi ly hôn với Robert, bà gặp gỡ Alexandre của Bỉ theo lời giới thiệu của nguyên Bộ trưởng Bộ Quốc phòng Bỉ Léon Mundeleer. Hoàng tử Alexandre đã ngỏ lời mời bà cùng đi xem phim. Lúc đầu hơi do dự nhưng rồi, bà cũng chấp nhận lời đề nghị và sau đó cùng nhau ăn tối. Theo lời bà thì Hoàng tử là một người khá sành ăn. Sau đó ít lâu, bà chấp nhận lời cầu hôn của Hoàng tử và lễ cưới của họ được diễn ra vào ngày 14 tháng 3 năm 1991 tại Debenham thuộc hạt Suffolk của Anh.
Lễ cưới của họ được giữ kín đến tận năm 1998 vì Hoàng tử Alexandre lo sợ mẹ của ông là Lilian, Hoàng phi xứ Réthy sẽ không đồng ý. Cuộc hôn nhân của họ đã vi phạm điều 85 của "Hiến pháp Bỉ", theo đó, Hoàng tử sẽ bị tước quyền kế vị ngai vàng do kết hôn mà không có sự chấp thuận của Quốc vương.
Năm 2008, bà xuất bản cuốn sách Le Prince Alexandre de Belgique, bao gồm những bức ảnh của Hoàng tử Alexandre và gia đình để thần dân Bỉ hiểu thêm về Hoàng tử của họ.
Ngày 29 tháng 11 năm 2009, bà trở thành góa phụ sau khi Hoàng tử Alexandre qua đời vì bị thuyên tắc phổi.

### Con cái
- Laetitia Spetschinsky (sinh năm 1976, là con của bà với Serge Victorovich Spetschinsky)
- Renaud Bichara (sinh ngày 1 tháng 9 năm 1983, con của bà với Robert Bichara)

Bà và Hoàng tử Alexandre kết hôn nhưng không có con nối dõi.

## Tước hiệu
Theo truyền thống, vì là vợ của Hoàng tử Bỉ, bà sẽ được mang tước hiệu "Léa Wolman". Tuy nhiên, tước hiệu này lại không được Hoàng gia và chính phủ Bỉ sử dụng, thay vào đó là tước hiệu "Công nương Alexandre của Bỉ". Trong một cuộc phỏng vấn vào tháng 5 năm 2008, bà giải thích với tờ Point de Vue của Bỉ rằng, "theo Sắc lệnh của Hoàng gia Bỉ ban hành vào ngày 2 tháng 12 năm 1991, các tước hiệu "Hoàng thân" hay "Công nương Bỉ" sẽ không còn được tự do sử dụng nữa mà phải được sự thông qua của Quốc vương. Tuy vậy, chúng tôi sẽ không hối hận, cũng sẽ không căm ghét".